# 韋利基河
韋利基河（烏克蘭語：Великий），是烏克蘭的河流，位於該國西部，屬於烏日河的左支流，發源自魯西基莫恰爾東北面，流經外喀爾巴阡州，河道全長13公里，流域面積45.6平方公里。